# Château de Caprarica
Le château de Caprarica, est un château médiéval situé dans le quartier de Caprarica del Capo de la commune de Tricase, province de Lecce dans les Pouilles,.

## Historique
La construction de la forteresse fut probablement une conséquence du climat de danger établi après le sac d'Otrante par les Turcs en 1480 et les incursions qui suivirent. Cosimo De Giorgi (it), un érudit du Salento, rapporte, dans un de ses écrits, une épigraphe, aujourd'hui disparue, qu'il a lue sur l'une des tours dont il est possible de déduire le propriétaire et l'année de construction : 

« CASTELLO FACTO PER MASTRO ANTONIO RENNE DE TRICASE A(nno) 1524 ». 
soit
« Château réalisé par le maître Antonio Renne de Tricase, année 1524. »

Autrefois entouré de douves, la forteresse présente un plan rectangulaire. Les murs, hauts de 6 à 7 m et épais de 1,40 m, sont constitués de blocs irréguliers de carparo brun et possèdent un bandeau robuste. Surmontées de petits encorbellements qui soutiennent la charpente supérieure, elles sont renforcées aux angles par des tours circulaires à base inclinée. Le portail sévère est défendu par un triple mâchicoulis.

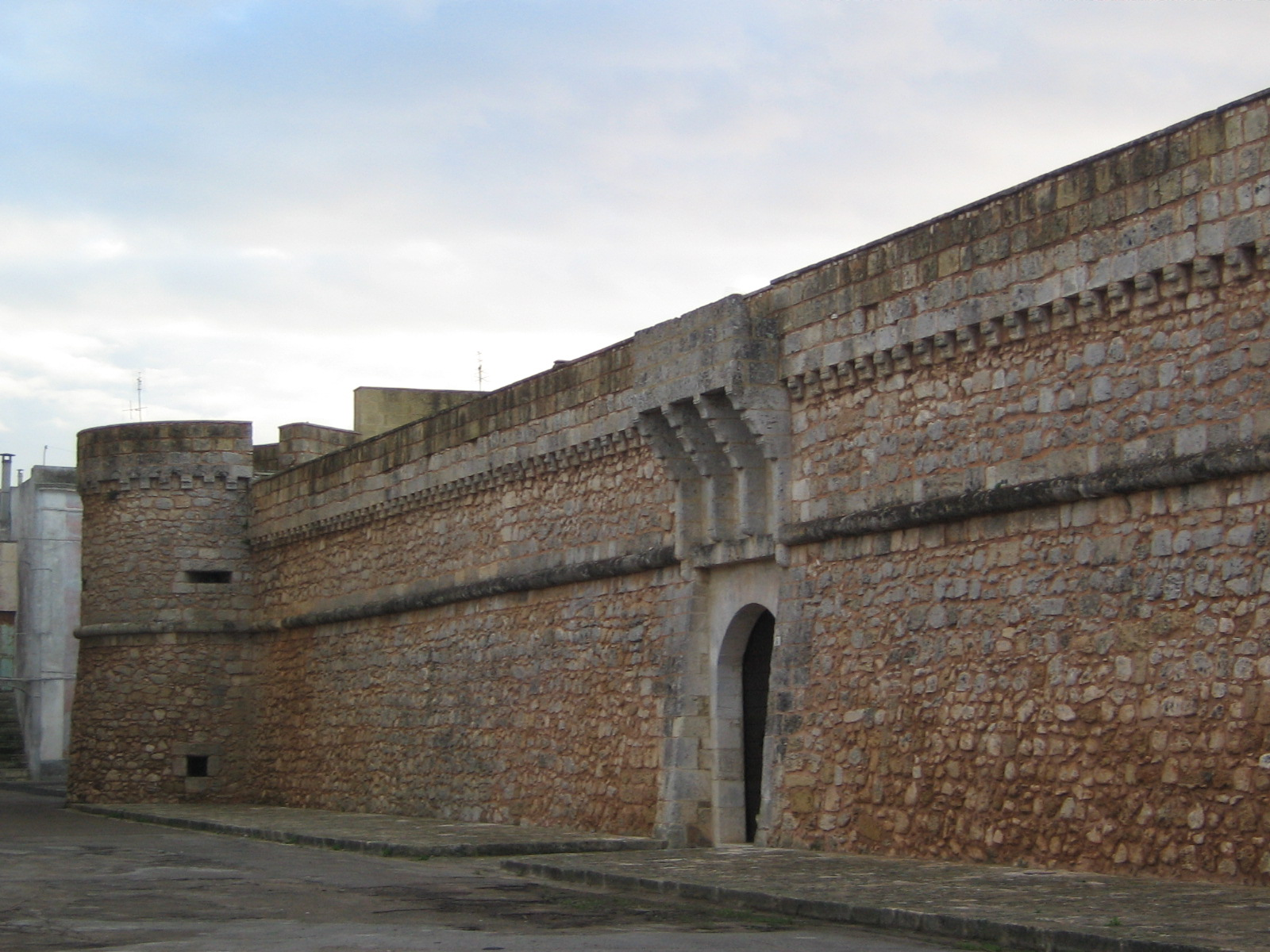
Détail du mur d'enceinte.

À l'intérieur, sont présentes de nombreuses pièces : quatre pièces au rez-de-chaussée, six à l'étage supérieur, des entrepôts et des caves. À l’intérieur des remparts se trouvaient également un jardin et des citernes pour l’approvisionnement en eau. Au début du XXe siècle, on pouvait encore voir des traces de fresques et de consoles figuratives de la petite chapelle intérieure dédiée à saint Jean-Baptiste, parfois appelée chapelle Saint-Christophe, probablement identifiable à une pièce avec une voûte d'ogives soutenue par des colonnes adossées au mur. Le château servait de ferme à la fin du XIXe siècle.

## Galerie

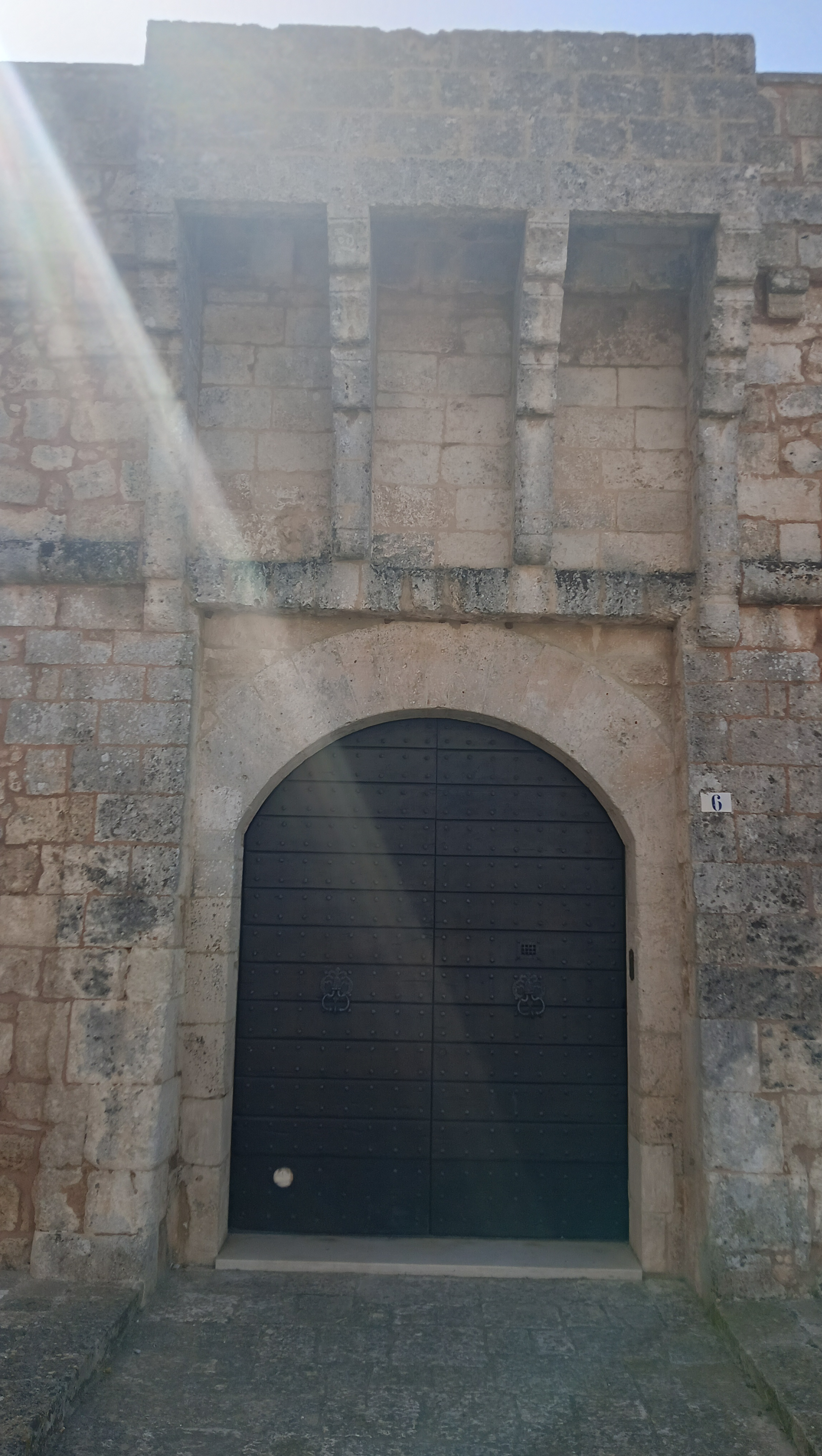
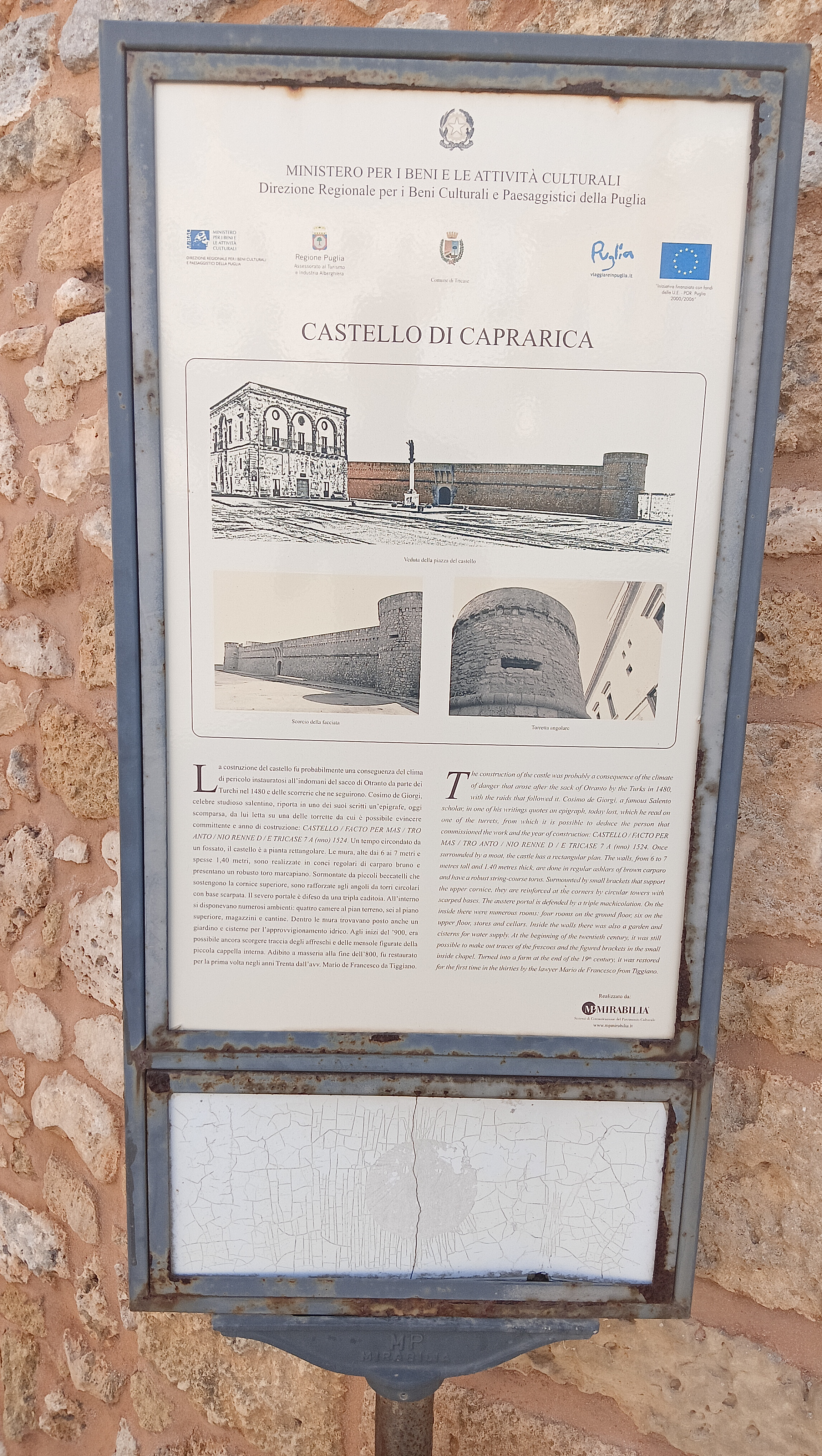
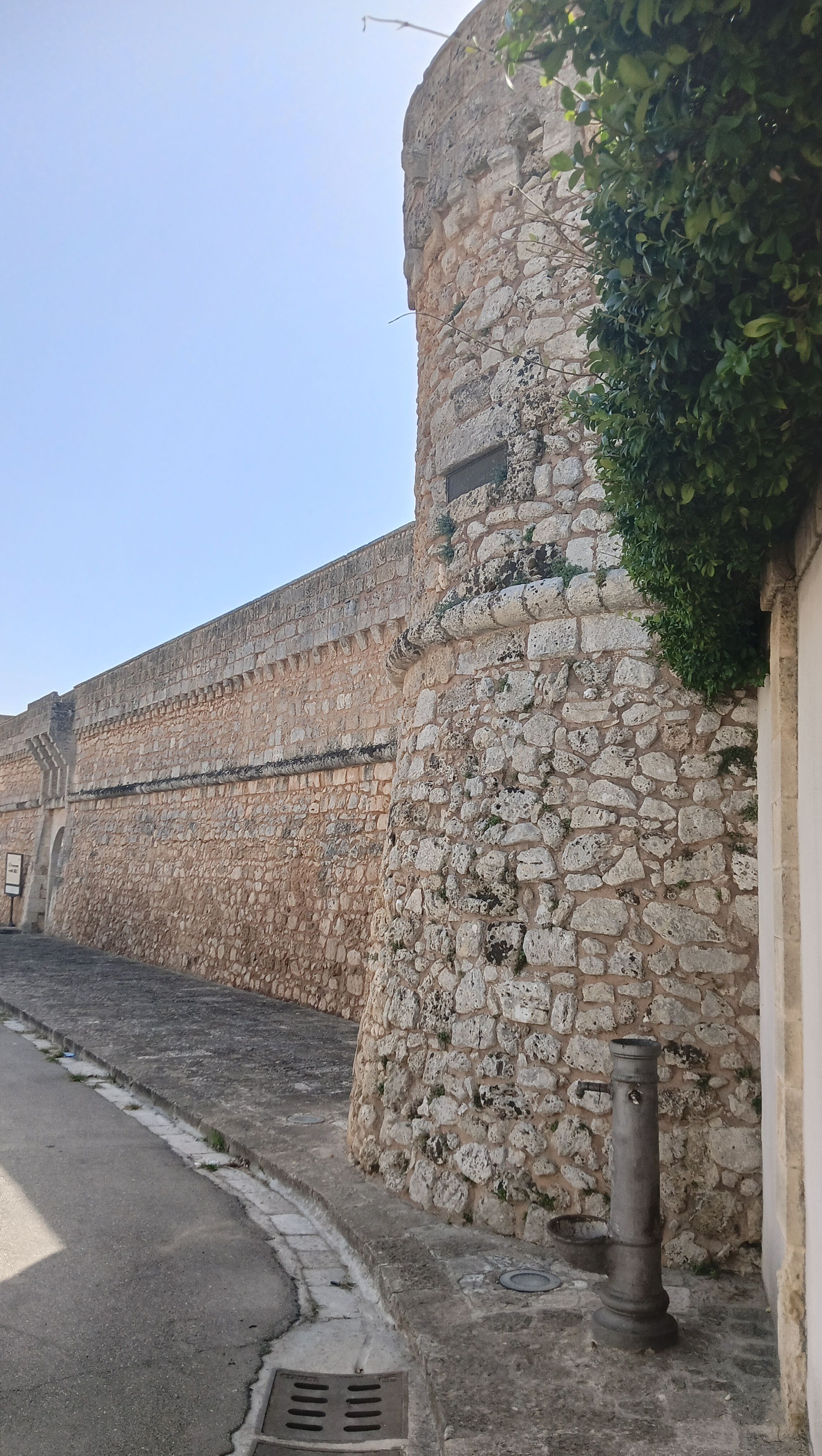